# 丁儁宣

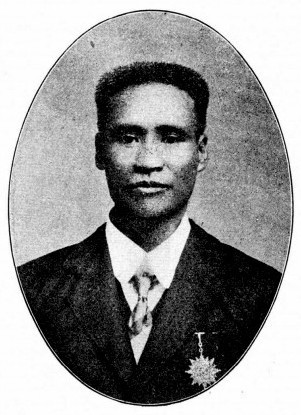
《民國之精華》中的丁儁宣照片

丁儁宣（1868年?—?），字雨生，浙江省新昌縣人，中華民國政治人物。

## 生平
丁儁宣自幼入學，清朝未廢除科舉時便立志不參加科舉。後來，自庚子年（1900年）至庚戌年（1910年）擔任新昌縣沃西高等小學校長，新昌縣學校校董。辛亥年（1911年），被選為新昌縣會議員，旋即被推舉為澄潭鄉鄉董。辛亥革命期間，新昌縣光復時，有匪徒聚集兩千多人，公然在白天搶劫，後被丁儁宣組織民團擊潰。之後，丁儁宣被浙江都督朱瑞委任為新昌縣知事兼新昌民團局團長，後當選為第一屆國會眾議院議員。1914年第一屆國會解散後，丁儁宣回到新昌縣，經營新昌縣榮昌公司煤礦。中華民國第一屆國會第二期常會召開後，到北京繼續擔任眾議院議員。